# Carex cherokeensis
Carex cherokeensis är en halvgräsart som beskrevs av Ludwig David von Schweinitz. Carex cherokeensis ingår i släktet starrar, och familjen halvgräs. Inga underarter finns listade i Catalogue of Life.